# تيار آلاسكا

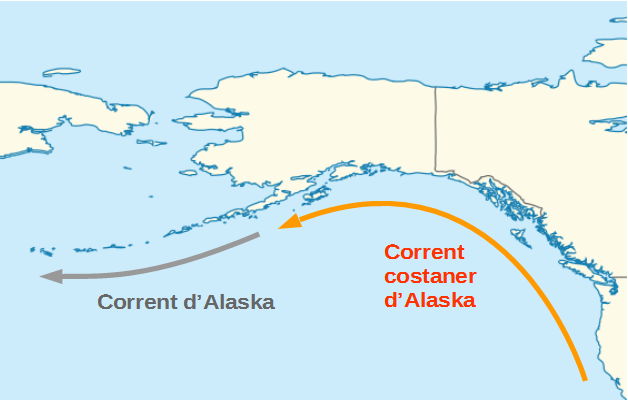

تيار آلاسكا هو تيار مائي حار يعد استمراراً شمالياً لجزء من مياه تيار الهادئ الشمالي المنحرفة شمالاً لدى اصطدامها بالساحل الغربي للقارة الأمريكية الشمالية, ويسير هذا التيار بمحاذاة ساحل آلاسكا الغربي متوجهاً نحو الشمال.
المصدر
المعجم الجغرافي المناخي